# リューバ (小惑星)
リューバ (1062 Ljuba) は、小惑星帯の小惑星である。1925年にクリミア半島のシメイズ天文台でセルゲイ・ベリャフスキーが発見した。
1936年にスカイダイビング中の事故で死亡した3人のロシア人女性の一人、リューバ・ベルリンに因んで名付けられた。
2004年11月に静岡県で掩蔽が観測された。